# Paul Oßwald
Paul Oßwald (Saalfeld, 1905. február 4. – Frankfurt, 1993. november 10.) német labdarúgó, fedezet, edző.

## Pályafutása
A VfL Saalfeld korosztályos csapatában kezdte a labdarúgást. Később a Minerva 93 Berlin csapatában szerepelt.
Fiatalon kezdte edzői pályafutását. 1928 és 1933 között az Eintracht Frankfurt vezetőedzője volt. 1933–34-ben a német válogatottnál dolgozott segédedzőként, miközben az 1. FSV Mainz 05 vezetőedzőjeként is tevékenykedett. 1935 és 1938 között ismét az Eintracht, majd 1938 és 1941 között a VfR Frankenthal szakmai munkáját irányította. A második világháború után 1946 és 1958 között a Kickers Offenbach, 1958 és 1964 között az Eintracht, 1968–69-ben ismét a Kickers Offenbach vezetőedzője volt. 1970–71-ben a svájci Biel-Bienne edzőjeként fejezte be pályafutását. Legnagyobb sikereit az Eintrachttal érte el. Az 1959–60-as idényben BEK-döntős volt a csapata. 

## Sikerei, díjai

### Edzőként
Eintracht Frankfurt
- Német bajnokság
  - bajnok: 1938 (Gauliga)
  - döntős: 1932
- Nyugatnémet bajnokság
  - bajnok: 1959
- Oberliga Süd
  - bajnok: 1930, 1932, 1958–59
  - 2. (2): 1960–61, 1961–62
- Nyugatnémet kupa (DFB Pokal)
  - döntős: 1964
- Bajnokcsapatok Európa-kupája (BEK)
  - döntős: 1959–60

 Kickers Offenbach
- Nyugatnémet bajnokság
  - döntős: 1950
- Oberliga Süd
  - bajnok: 1949, 1955